# Torre Luengo
La Torre Luengo, també coneguda com a Heredad de l'Algineta, es troba a uns dos quilòmetres del nucli d'Alginet, en una zona agrícola, envoltada de camps de tarongers, concretament a la partida de l'Horteta.
Envoltada de tarongers, la Torre Luengo, és una talaia des de la qual controlar l'horta d'Alginet i voltants. Els seus propietaris van ser els introductors del cultiu del cacauet a la comarca de la Ribera Alta. La Torre Luengo d'Alginet representa un exemple d'arquitectura burgesa valenciana del segle xix.
L'escut d'aquest edifici està catalogat com bé d'interès cultural.

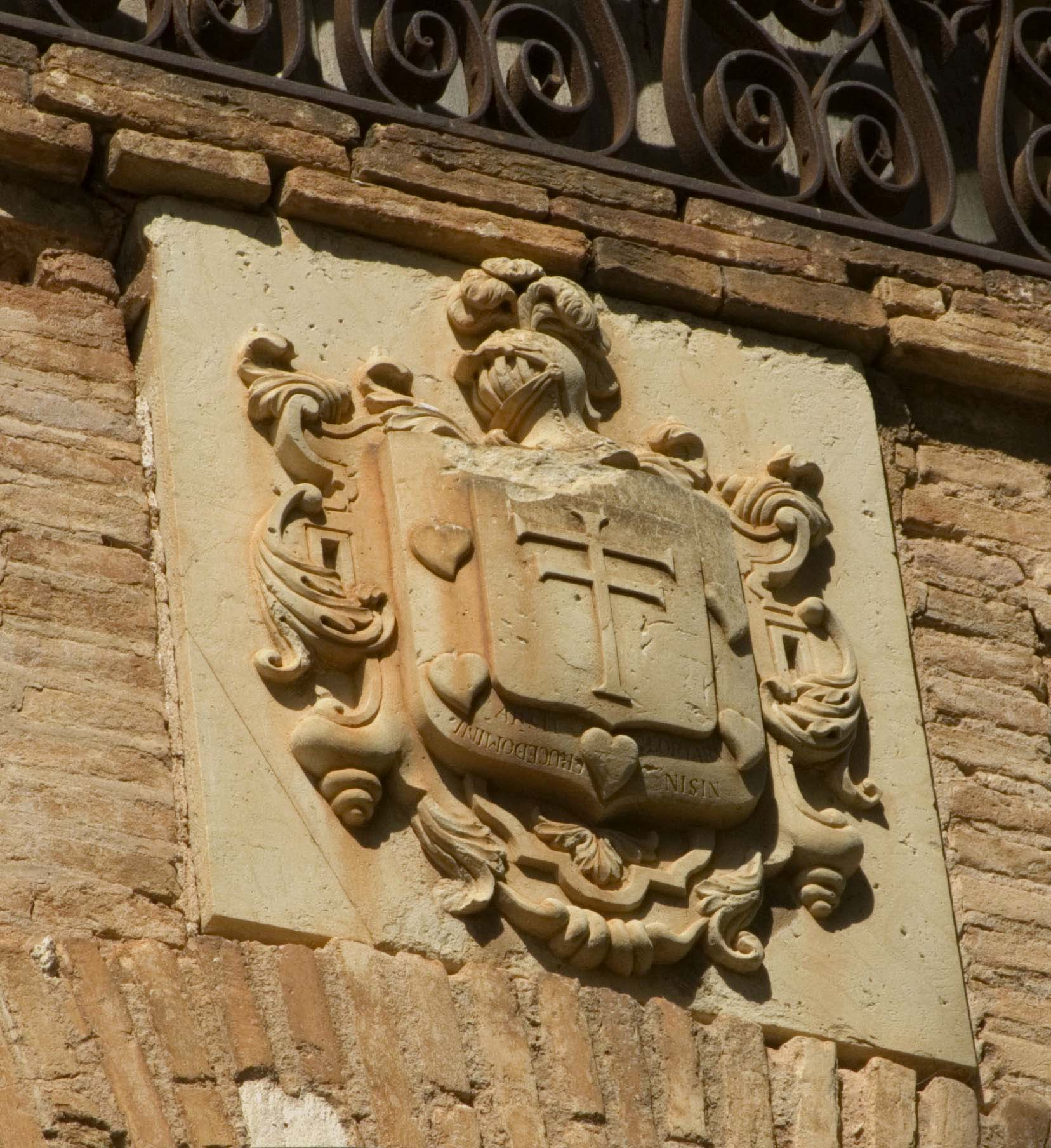
Escut de l'Hort Maria Rosa Dalmau (Torre Luengo)

## Descripció
Situada a la partida de l'Horteta, al centre d'una antiga gran heretat, està constituïda per un edifici amb tipologia de masia, una singular torre i una zona enjardinada.
Aquesta torre es troba al costat d'un edifici datat al segle xviii o anterior. A la part oriental perviu una zona arbrada. La torre que dona nom al conjunt de la masia ocupa el sud-est del terreny.
Es tracta d'una torre exempta, construïda segons els cànons d'enginyeria civil de la segona meitat del segle xix. Té una acurada realització i en el seu disseny s'aprecien certes similituds amb propietats coetànies construïdes per l'aristocràcia o l'alta burgesiavalenciana. L'edifici consta d'un cos principal construït a carreu, de dues plantes, cobert de teulada a dues vessants, amb façana orientada al migdia, i, a la part de darrere disposa d'un ampli pati. En un cantó del cos principal està situada la torre, de maó timbrat, maçoneria i basament de carreu és de pedra (pedra llaurada, generalment d'alta qualitat). Sobre el cos principal s'alcen tres més de maçoneria amb fileres anivellants de maó. A la superfície dels seus murs apareixen diverses finestres de maó rematades amb arcs escarsers (inferiors a la semicircumferència) i estrets buits que permeten la il·luminació de l'escala interior. Té set plantes acabades en terrassa plana i rematada amb una singular estructura metàl·lica amb escala de cargol que allotja a la part més alta una petita campana i sobre ella un parallamps.

## Història
Construïda segurament a mitjan segle xix, la seva tècnica constructiva és la usada normalment en les obres d'enginyeria civil d'aquell temps.
En trobar-se en una zona relativament aïllada del municipi d'Alginet va fer que la seua capella fos utilitzada durant segles pels habitants dels voltants.
Els propietaris de la torre, la família Luengo, van tenir una gran influència en la història d'Alginet. Juan Baltasar Luengo va introduir el cultiu del cacauet a la comarca de la Ribera Alta. Durant diverses dècades, aquesta masia va representar la major propietat de sòl del terme municipal.

## Galeria d'imatges

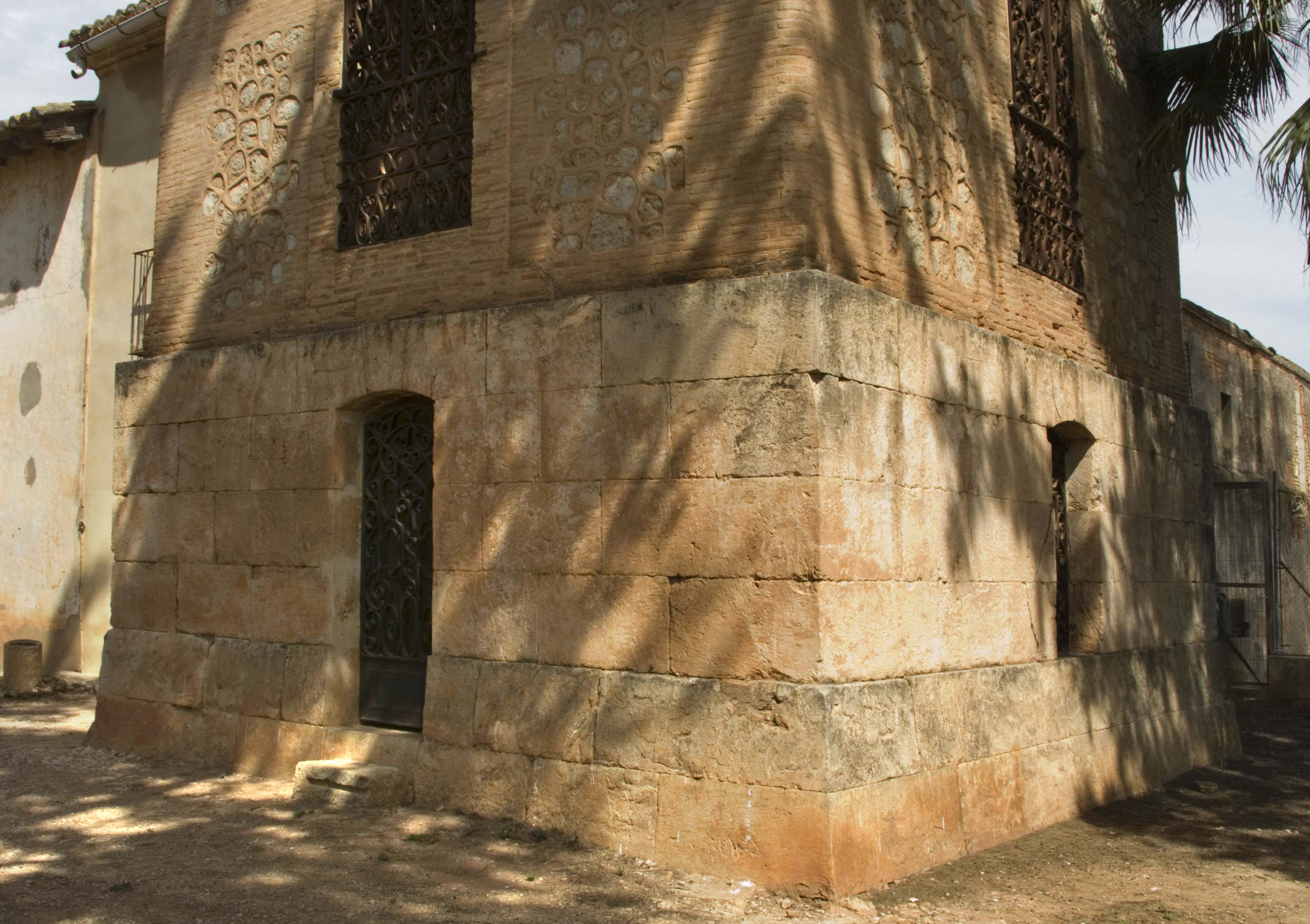
Torre Luengo
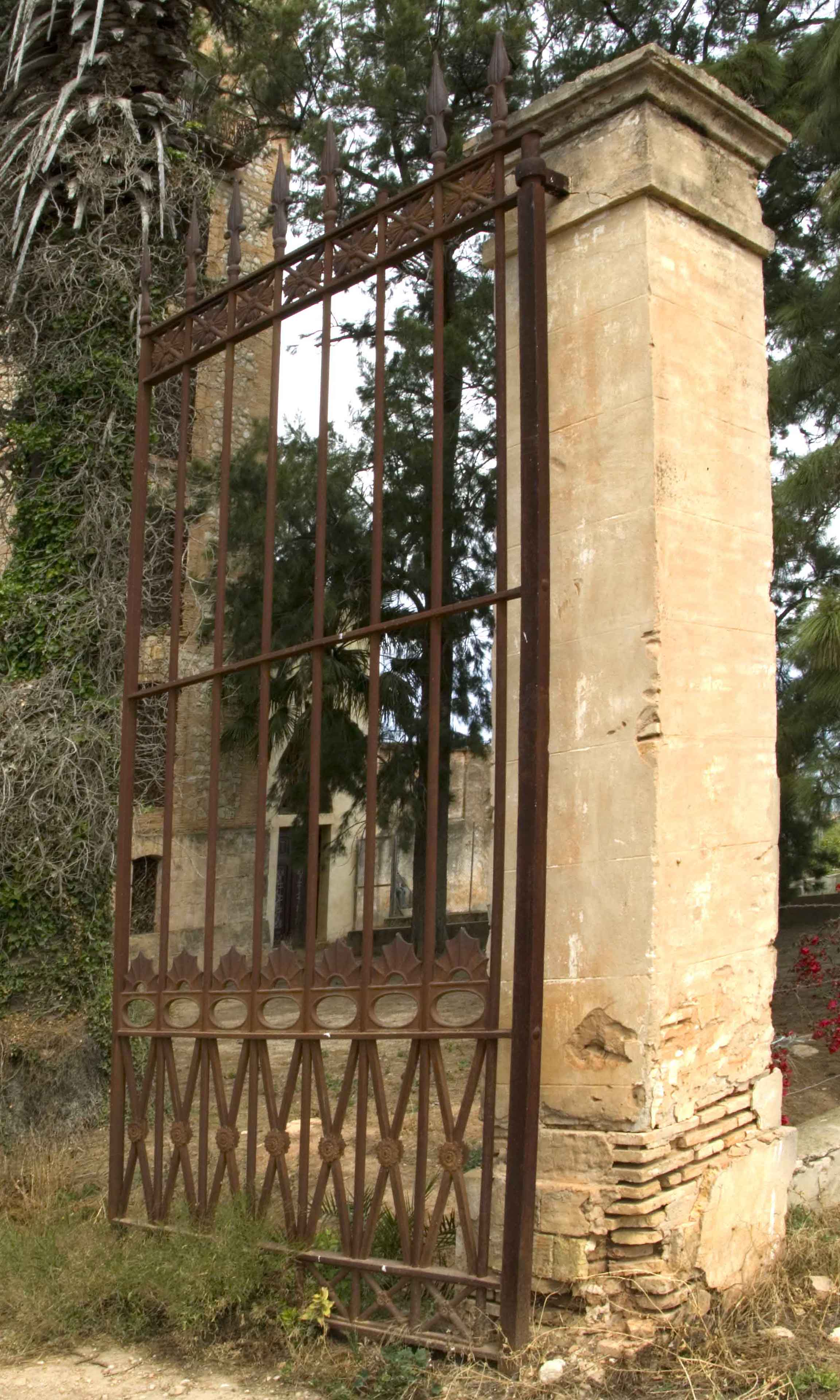
Porta d'entrada a l'hort de la Torre Luengo.
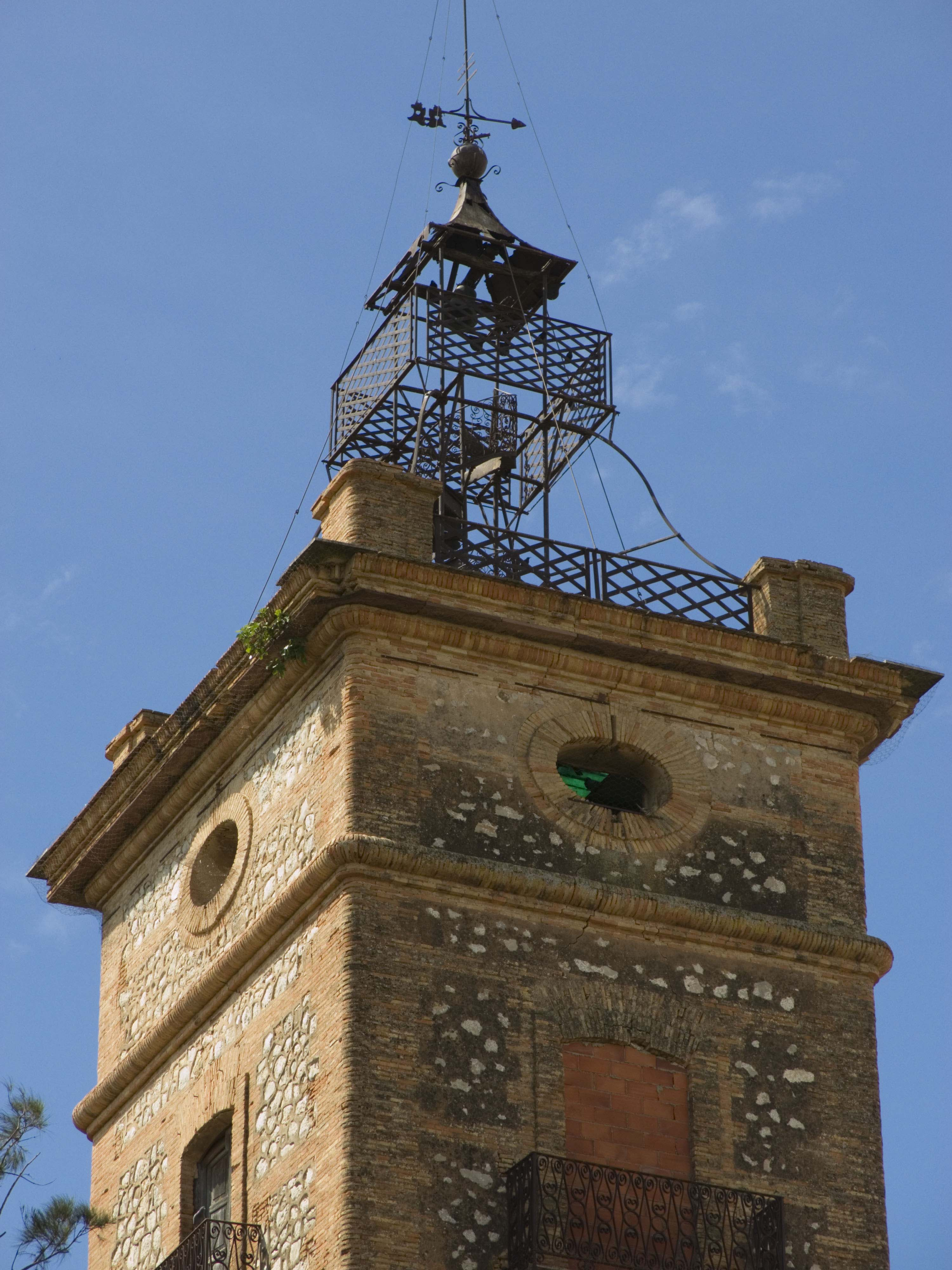
Detall de la Torre Luengo
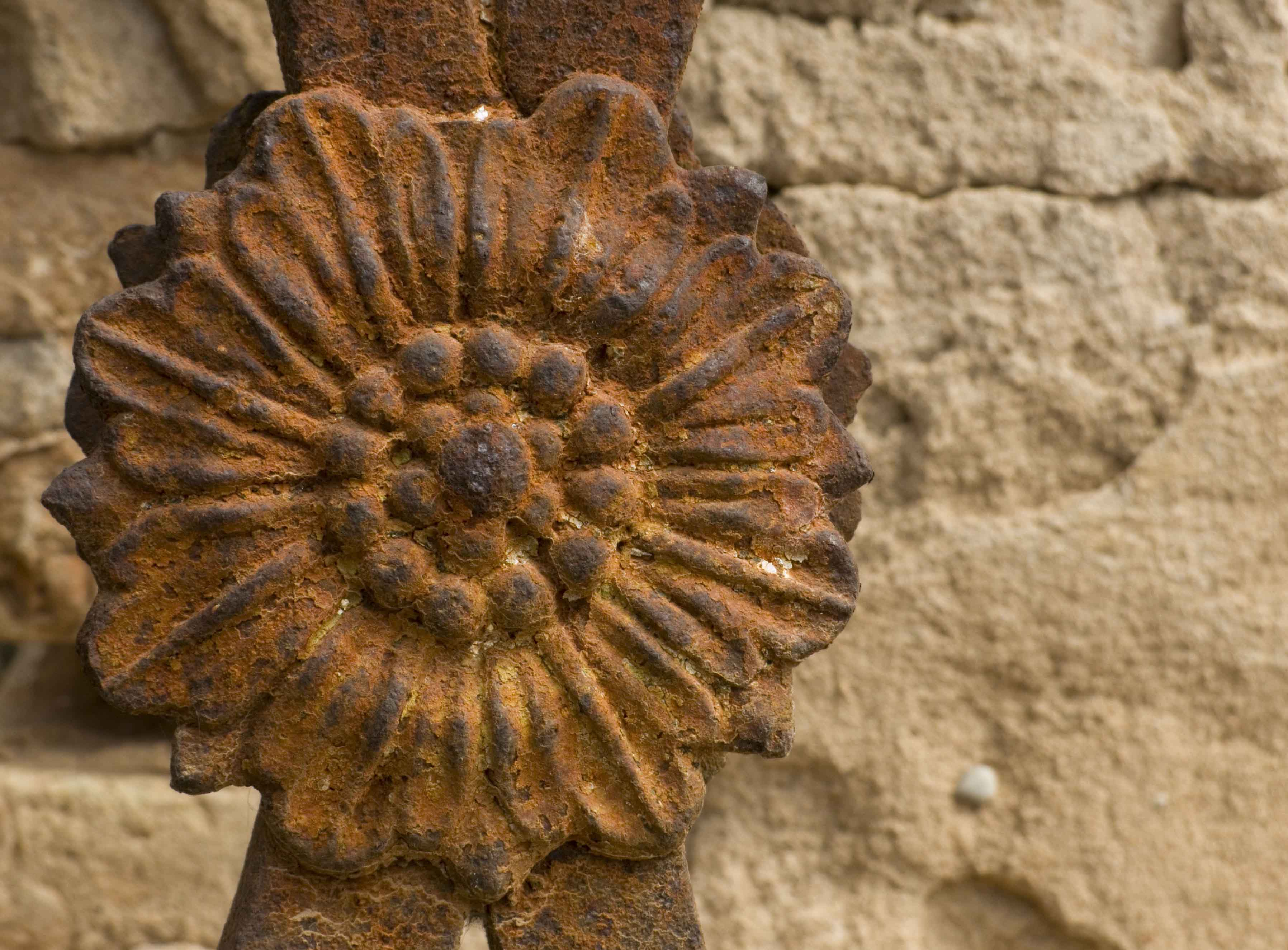
Hort Maria Rosa Dalmau (Torre Luengo)
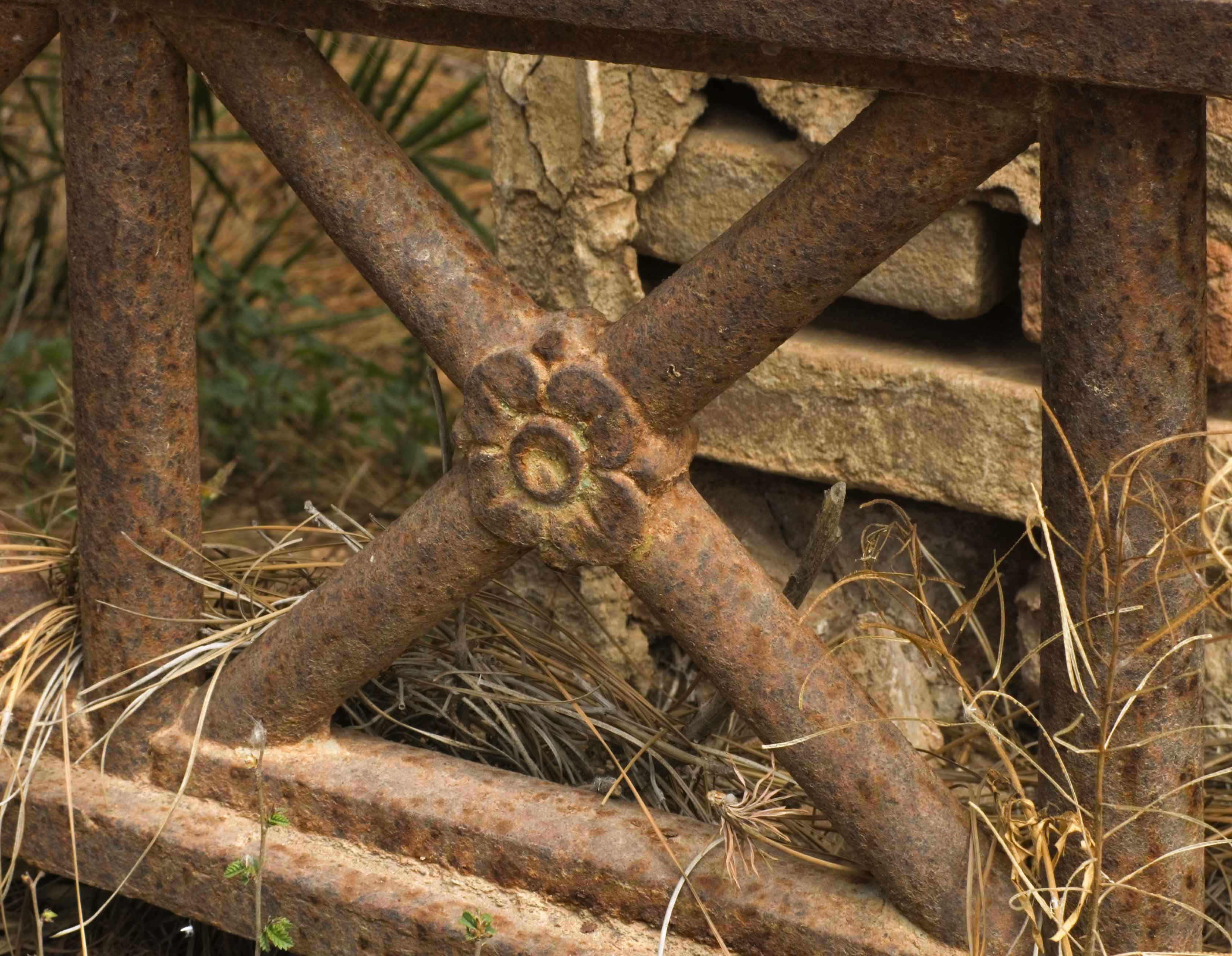
Hort Maria Rosa Dalmau (Torre Luengo)
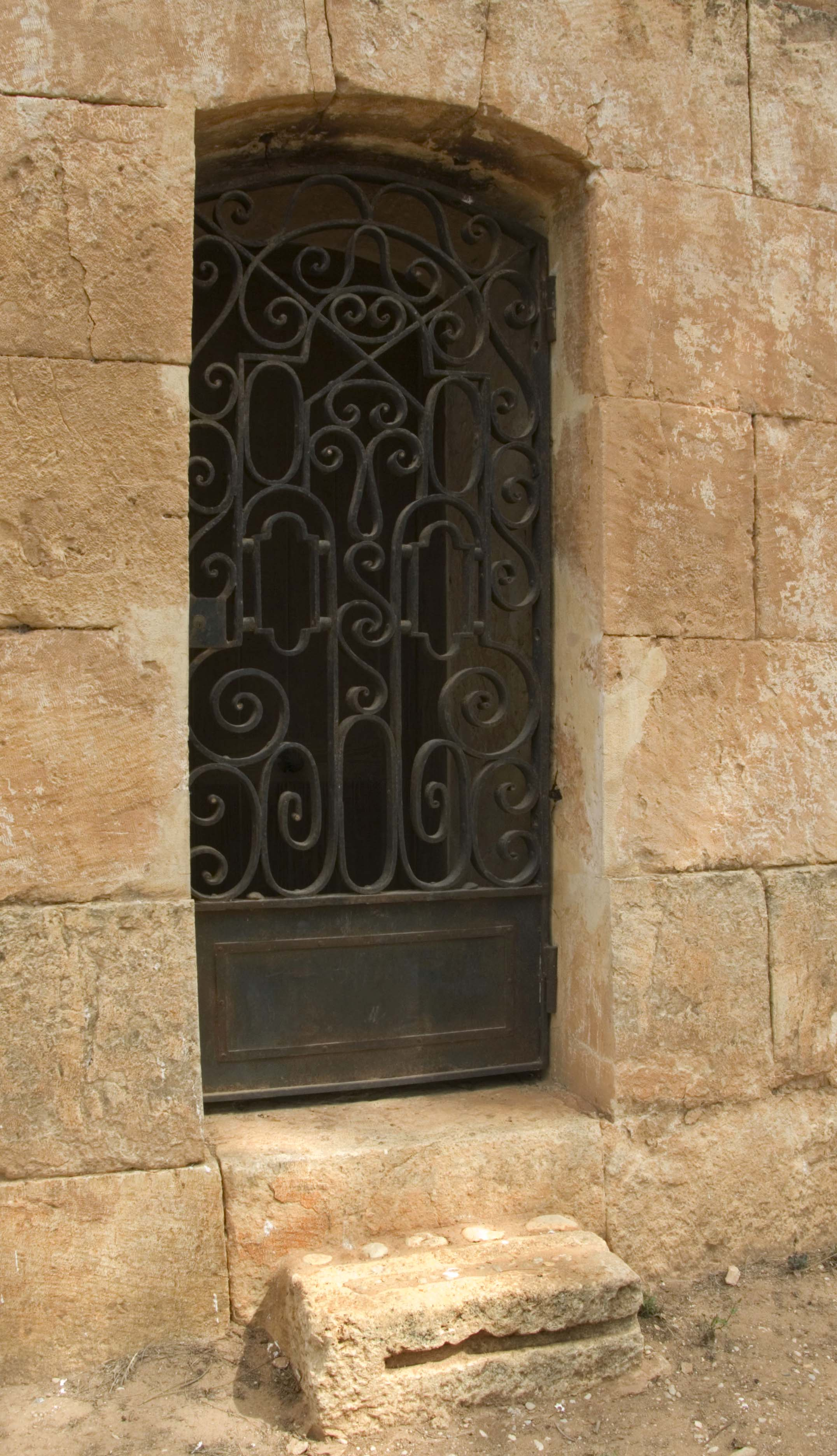
Porta de la Torre Luengo
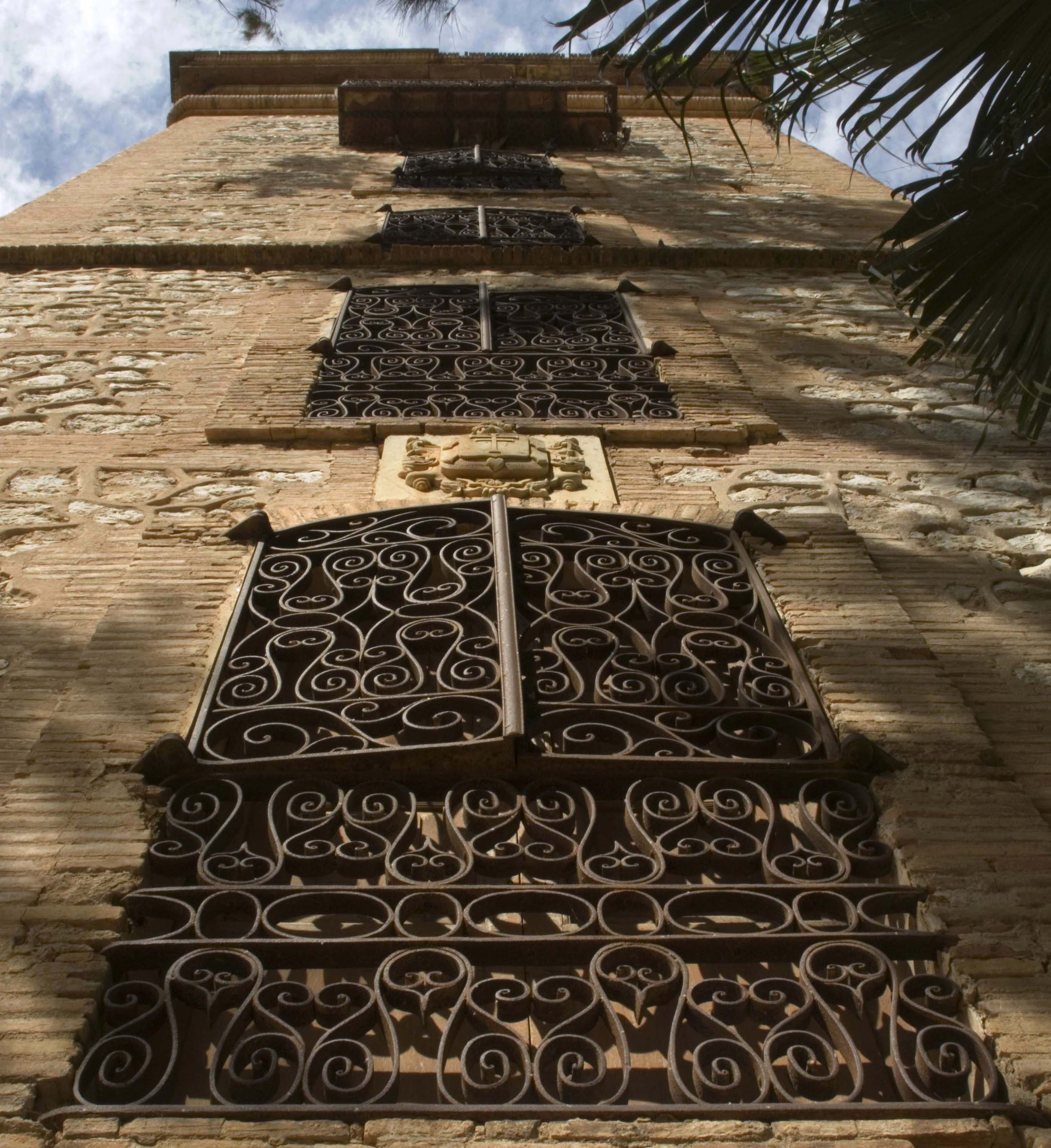
Torre Luengo (Alginet)